# Bastian Schweinsteiger
Bastian Schweinsteiger, nemški nogometaš, * 1. avgust 1984, Kolbermoor, Bavarska, Zahodna Nemčija.
Ob koncu kariere je igral za Chicago Fire  in je bivši reprezentant in kapetan nemške nogometne reprezentance. Njegova močnejša noga je desna, najbolje pa se znajde na sredini igrišča, kjer lahko igra več položajev. 
Schweinsteiger je v svoji klubski in reprezentančni karieri osvojil številne nagrade in lovorike, med drugim tudi pet naslovov prvaka nemške Bundeslige, pet naslovov nemškega DFP pokala in dva ligaška pokala. Leta 2013 je z ekipo iz Münchna osvojil najelitnejše klubsko tekmovanje Ligo prvakov.